# Ipswich (Massachusetts)
Ipswich ist eine Stadt an der Küste Neuenglands im Essex County im Bundesstaat Massachusetts der Vereinigten Staaten. Das U.S. Census Bureau hat bei der Volkszählung 2020 eine Einwohnerzahl von 13.785 ermittelt.
Zum Stadtgebiet gehören unter anderem der südliche Teil von Plum Island sowie Naturschutzgebiete wie das Sandy Point State Reservation oder auch Crane Beach. Ipswich ist bei Touristen sehr beliebt und insbesondere bekannt für die dort angebotenen Sandklaffmuscheln, die mit dem alljährlichen Chowderfest gefeiert werden.

## Geografie

### Geografische Lage

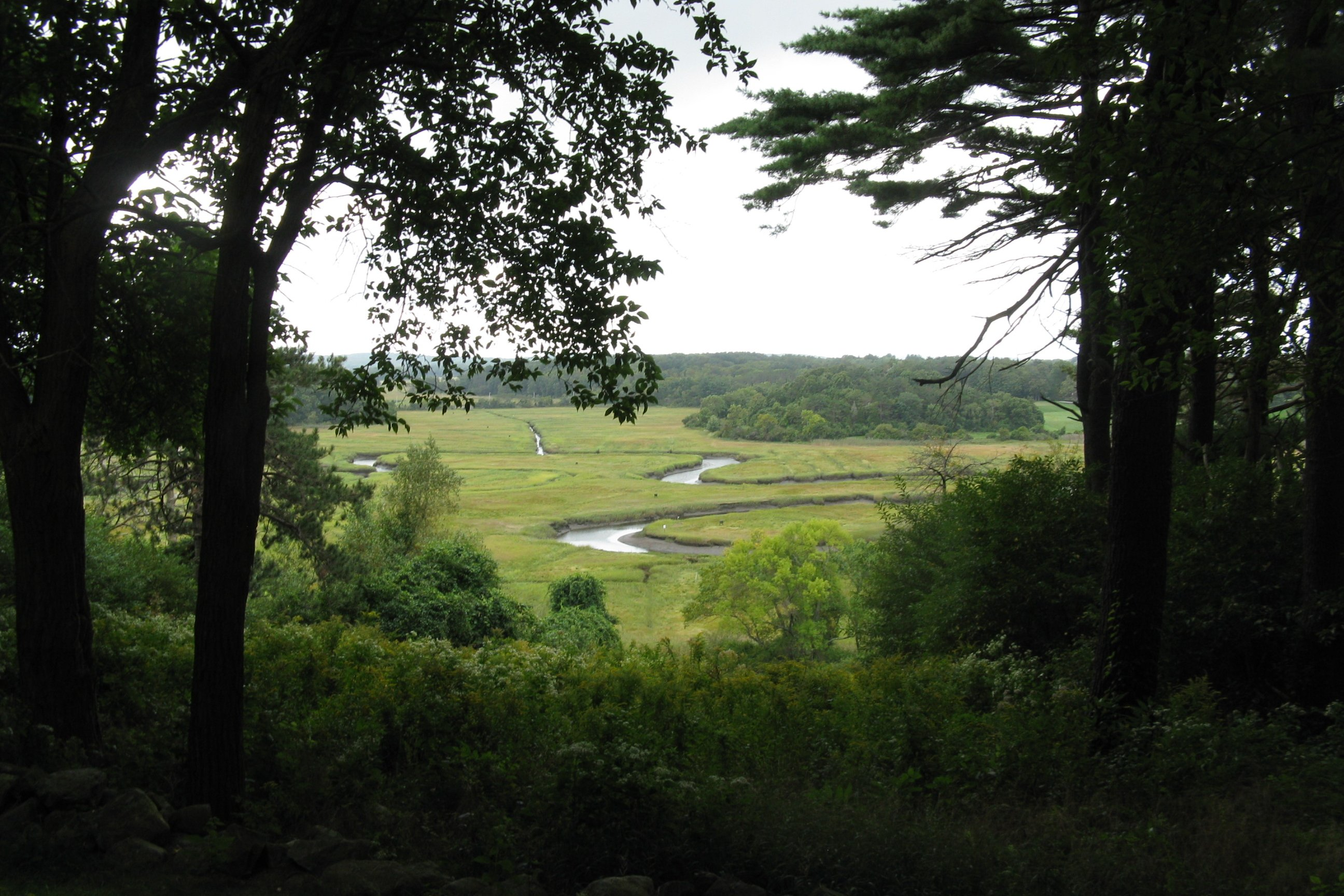
Ausblick vom Castle Hill

Ipswich liegt 11 mi (17,7 km) südlich von Newburyport, 12 mi (19,3 km) nordwestlich von Gloucester, 13 mi (20,9 km) nördlich von Salem, 20 mi (32,2 km) östlich von Lawrence und 28 mi (45,1 km) nordöstlich von Boston.

### Geologie
Das Stadtgebiet wird über den Ipswich River und den Plum Island Sound entwässert, die am Fuß des Castle Hill auf dem Gebiet der Sandy Point State Reservation in die Ipswich Bay und damit in den Atlantik münden.

### Ausdehnung des Stadtgebiets
Die Küstenlinie der Stadt verläuft südlich des Plum Island Sound am Castle Neck entlang und umfasst auch den südlichen Teil von Plum Island. Der Nordosten der Stadt besteht aus Marschland, da dort die Flüsse Rowley, Roger Island und Eagle Hill in den Sound münden. Südlich des Castle Neck trennt der Castle Neck River das Stadtgebiet vom benachbarten Essex.

### Nachbargemeinden
Ipswich grenzt im Norden an Rowley, im Westen an Boxford sowie im Süden an Topsfield, Hamilton, Essex und Gloucester, wobei die Grenzlinie zu Gloucester innerhalb der Essex Bay verläuft und daher keine Landgrenze existiert.

## Geschichte

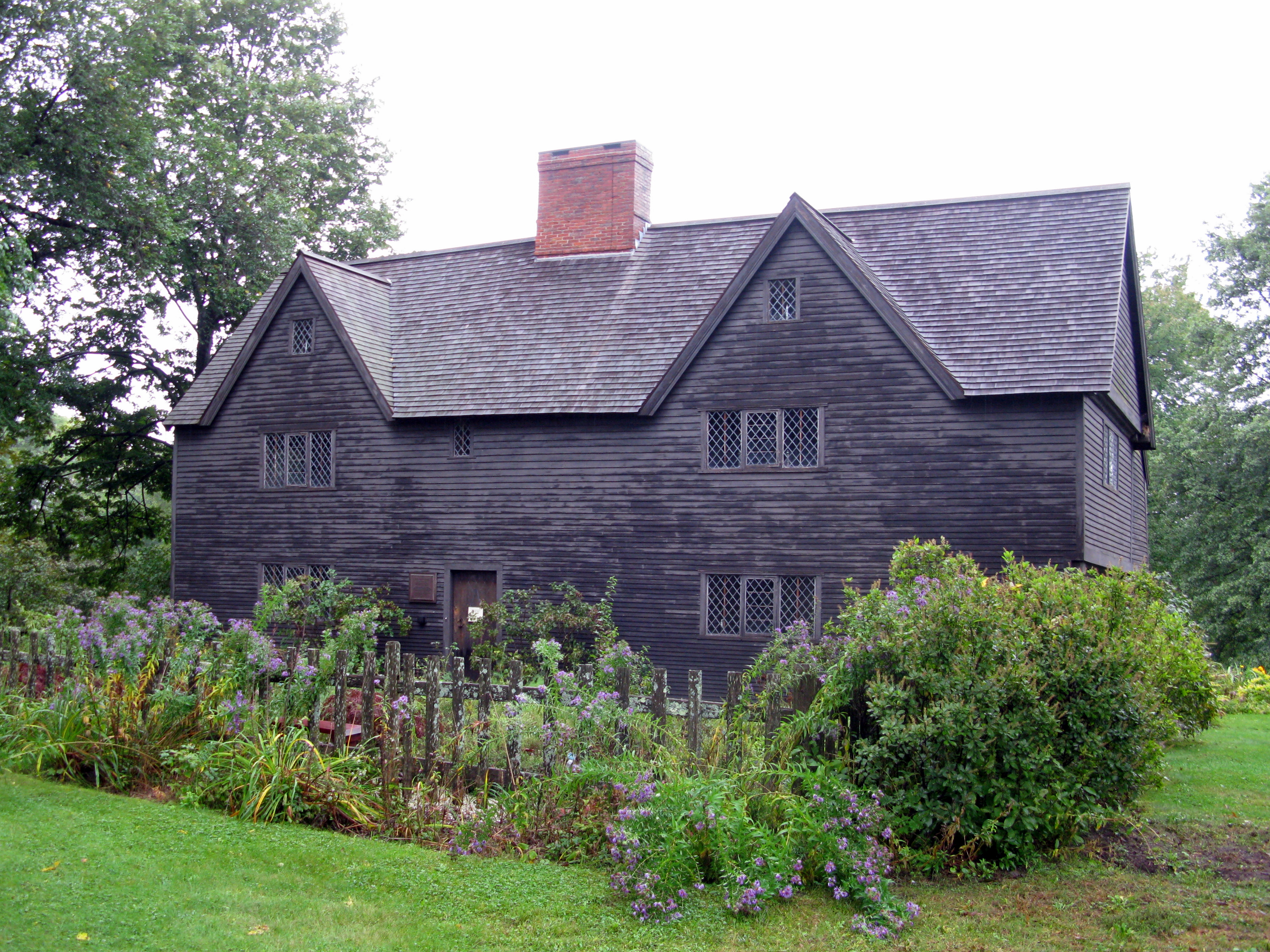
Das John Whipple House

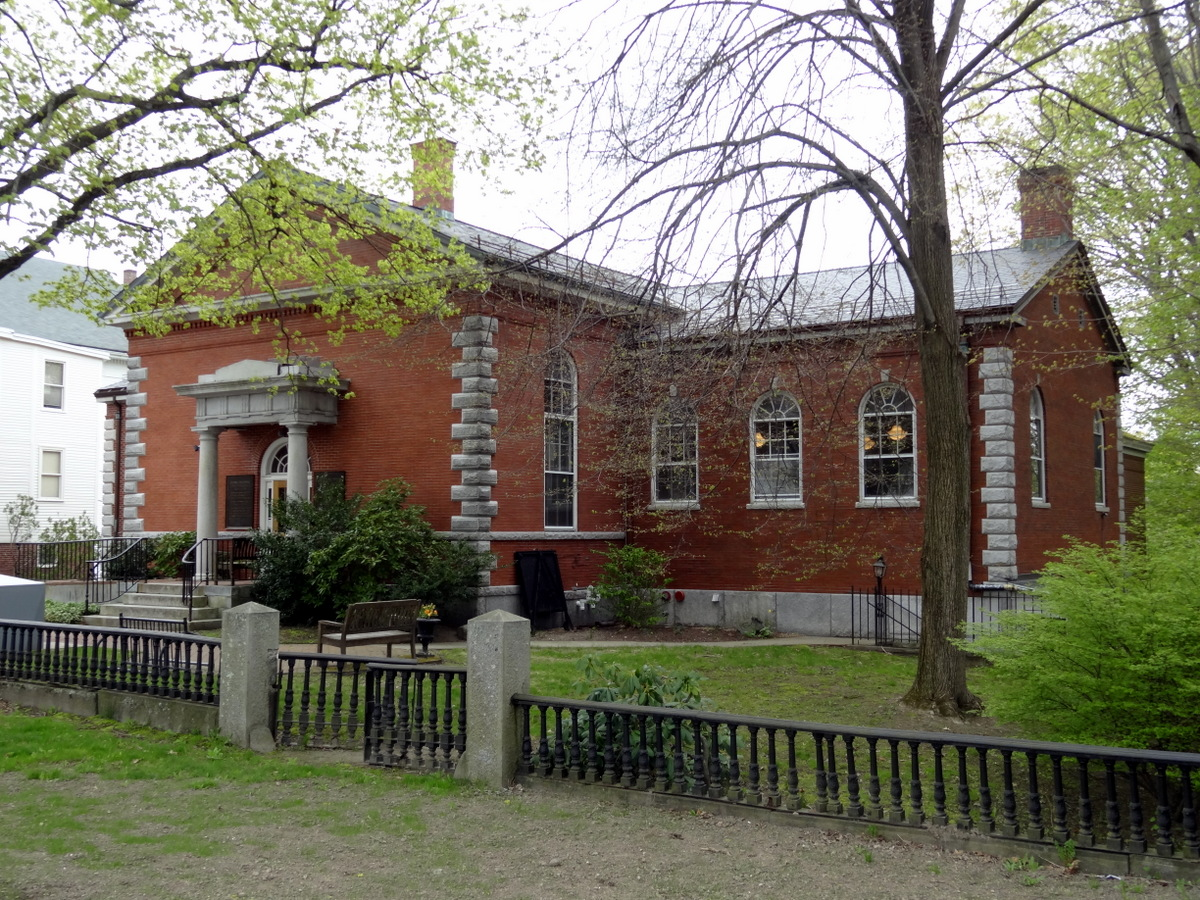
Die Ipswich Public Library

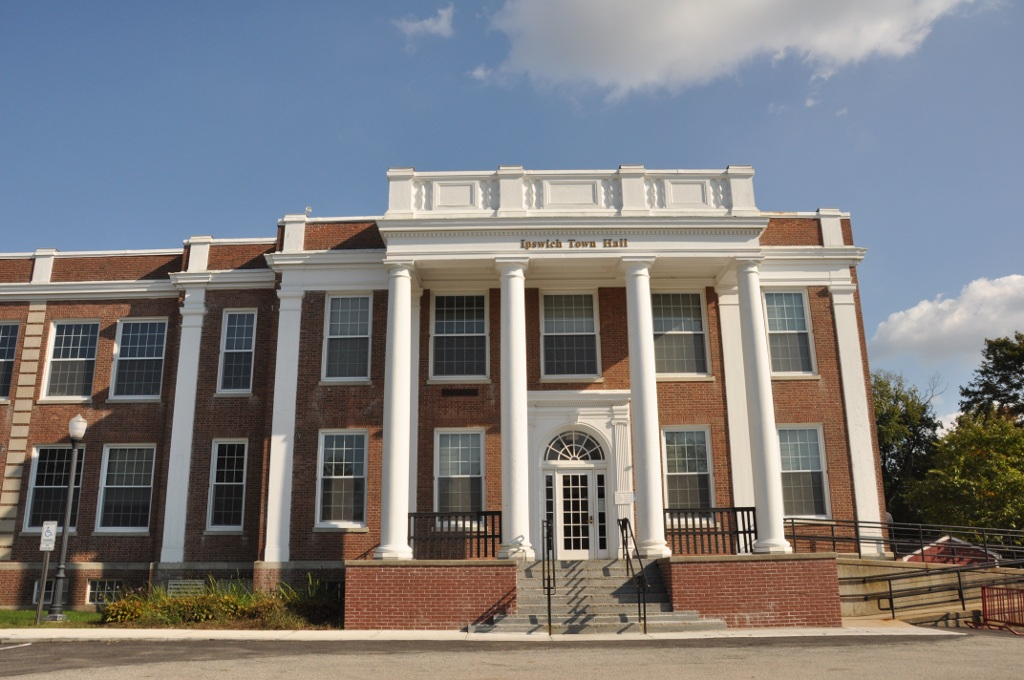
Das Rathaus von Ipswich

Ipswich wurde von John Winthrop dem Jüngeren, Sohn des ersten Gouverneurs der Massachusetts Bay Colony, gegründet. Mehrere hundert Kolonisten segelten 1630 mit einer 11 Schiffe umfassenden Flotte von England aus in die Neue Welt. Im Zuge der Erkundung der Region um das heutige Salem und des Cape Ann trafen sie am 12. Juni 1630 auf den Sachem Chief Masconomet, der sein Land als Wonnesquamsauke bezeichnete. Dieses Wort verkürzten die Engländer zu Agawam und bezeichneten damit das Land und das Indianervolk, auf das sie getroffen waren. Die Kolonisten segelten jedoch weiter nach Süden zu bereits vorbereiteten Gebäuden auf dem Gebiet des heutigen Charlestown.
Im ersten Winter starben viele Kolonisten an Unterernährung und Krankheiten; zudem gingen einige Gebäude durch Brände verloren, weil die Feuer während eines Nor’easter Tag und Nacht brennen mussten. Als die Vorräte auszugehen drohten, erreichte mit der Lyon das nächste Versorgungsschiff die Kolonie in Boston, sodass Winthrop seine Familie aus England nachholen konnte, die im November – wiederum an Bord der Lyon – die Kolonie erreichte.
1633 entschloss sich John Winthrop der Jüngere, mit Erlaubnis des Massachusetts General Court Agawam zu besiedeln. Bereits 1614 hatte John Smith in einem Bericht festgehalten, dass diese Region „exzellente Lebensbedingungen sowie einen guten und sicheren Hafen“ biete. Es gibt keine Aufzeichnungen über Widerstände der Ureinwohner, obwohl Schätzungen zufolge mehrere Tausend von ihnen um Charlestown und in Agawam gelebt haben. Durch eingeschleppte Infektionskrankheiten sowie möglicherweise eine Pockenepidemie zu Beginn der 1630er Jahre waren die Indianer jedoch stark dezimiert und Felder unbewirtschaftet, sodass die Kolonisten nur wenigen Indianern begegneten.
John Winthrop segelte mit 12 weiteren Männern auf einem Hausboot an die Küste von Agawam und errichtete dort ein Haus. Zwei seiner Männer gingen weiter flussaufwärts bis zu einer großen freien Fläche und ließen sich dort – im heutigen Topsfield – nieder. Die Siedlung in Agawam wurde am 5. August 1634 als Ipswich gegründet, das nach der gleichnamigen Stadt in England benannt wurde. Nathaniel Ward, von 1634 bis 1636 stellvertretender Pfarrer der Stadt, schrieb die erste Kodifikation für die Kolonie.
Die Pioniere arbeiteten als Bauern, Fischer, Schiffbauer oder Händler. Der mit den Gezeiten an- und absteigende Ipswich River lieferte Wasserkraft für Mühlen, während auf den Salzwiesen Heu für die Viehzucht geerntet wurde. Zudem entwickelte sich die Herstellung von Spitzen in Heimarbeit. Aufgrund ihrer Rolle während der Amerikanischen Revolution bezeichnet sich die Stadt als “Birthplace of American Independence” (deutsch: „Geburtsort der amerikanischen Unabhängigkeit“).
Da Ipswich nicht über einen Tiefwasserhafen verfügte, landeten die großen Klipper des 19. Jahrhunderts stattdessen in Salem, Newburyport, Quincy und Boston, sodass Ipswich ohne den profitablen Überseehandel nicht über eine landwirtschaftlich geprägte Siedlung hinauskam. Da die Einwohner kein Geld für Renovierungen oder gar Neubauten hatten, sind bis heute viele Gebäude aus der Gründerzeit erhalten. 1822 gelangte trotz eines bestehenden Exportverbots eine aus England herausgeschmuggelte Maschine zur Herstellung von Strümpfen nach Ipswich und begründete damit die Weiterentwicklung zu einem Produktionsstandort, der zu Beginn des 20. Jahrhunderts die größte Strumpffabrik der Vereinigten Staaten beherbergte.
1828 wurde mit dem Ipswich Female Seminary die erste Mädchenschule der Stadt gegründet. In Ipswich fand 1878 der letzte Hexenprozess Nordamerikas statt, der als Ipswich Witchcraft Trial in die Geschichte einging.
1910 erwarb der aus Chicago stammende Fabrikbesitzer Richard T. Crane, Jr. einen Drumlin an der Bucht der Stadt und errichtete dort seinen Landsitz Castle Hill, mit dessen Errichtung er unter anderem die Olmsted Brothers beauftragte. Da seiner Frau das erste Gebäude nicht gefiel, wurde es 1928 durch einen Neubau ersetzt. Seit 1949 ist es im Besitz der Trustees of Reservations.

### Einwohnerentwicklung
Auf der Basis der Volkszählung im Jahr 2000 hatte Ipswich 12987 Einwohner verteilt auf 5290 Haushalte und 3459 Familien. Die Bevölkerungsdichte betrug 398,6 Personen pro Quadratmeile bzw. 153,9 Personen pro Quadratkilometer. Es gab 5601 Wohneinheiten mit einer Dichte von 171,9 Einheiten pro Quadratmeile (66,4 Einheiten pro Quadratkilometer).
Die Bevölkerung der Stadt setzte sich wie folgt zusammen: 97,6 % Weiße, 0,39 % Afroamerikaner, 0,08 % Indigene Amerikaner, 0,8 % Asiaten, 0,01 % Pacific Islander, 0,33 % andere Rassen und 0,79 % zwei oder mehr Rassen. Hispanics und Latinos machten 1,04 % der Bevölkerung aus.
30,1 % der Haushalte hatten Kinder unter 18 Jahren, 54,0 % waren verheiratete Paare, 8,4 % der Haushalte wurden von alleinstehenden Frauen geführt und 34,6 % der Haushalte wurden nicht als Familie klassifiziert. In 28,3 % der Haushalte lebten Singles, 11,7 % waren alleinstehende Senioren über 65 Jahre. Die durchschnittliche Größe der Haushalte betrug 2,42 Personen, die durchschnittliche Familiengröße betrug 3,0 Personen. Das Median-Alter betrug 42 Jahre.
Das mittlere Haushaltseinkommen betrug 57.284 US-Dollar, das mittlere Familieneinkommen 74.931 Dollar. Männer hatten ein durchschnittliches Einkommen in Höhe von 51.408 Dollar gegenüber 38.476 Dollar bei Frauen. Das Pro-Kopf-Einkommen der Stadt betrug 32.516 Dollar. 4,1 % der Familien und 7,1 % der Stadtbevölkerung lebten unterhalb der Armutsgrenze, davon 7,8 % im Alter unter 18 Jahren und 13,0 % über 65 Jahre.

## Kultur und Sehenswürdigkeiten

### Bauwerke
- Brown Stocking Mill Historic District
- Castle Hill
- Choate Bridge
- South Green Historic District
- John Whipple House

### Parks und Schutzgebiete
Den größten Teil des westlichen Stadtgebiets nimmt der Willowdale State Forest ein. Auch andere Teile der Stadt sind unter Schutz gestellt, darunter die Gebiete Crane Wildlife Refuge, Crane Beach, Parker River National Wildlife Refuge, Sandy Point State Reservation, Hamlin Reservation, Heartbreak Hill Reservation, Bull Brook Reservoir, Greenwood Farm sowie ein Teil der Appleton Farms.

## Wirtschaft und Infrastruktur

### Verkehr
Im Westen führt der U.S. Highway 1 – auch als Newburyport Turnpike bezeichnet – durch Ipswich. Die Stadt hat keinen Anschluss an einen Interstate Highway; die nächstgelegene Interstate 95 kann lediglich von den benachbarten Städten Boxford und Topsfield aus erreicht werden. Auf dem Stadtgebiet von Ipswich gibt es Anschluss an die Massachusetts Route 1A in Richtung Hamilton und Beverly sowie an die Route 133 in Richtung Essex bzw. Gloucester.
Die Züge der MBTA Commuter Rail halten am städtischen Bahnhof und bieten Verbindungen nach Newburyport sowie zur Boston North Station. Die nächsten kleineren Flughäfen befinden sich in Newbury und Beverly; der nächstgelegene internationale Flughafen ist der Logan International Airport in Boston. Die Cape Ann Transportation Authority bietet darüber hinaus in den Sommermonaten an Wochenenden einen Shuttleservice vom Bahnhof der Stadt nach Crane Beach, Essex und zu den Appleton Farms.

### Bildung
In Ipswich gibt es zwei Elementary Schools sowie jeweils eine Middle- und eine High School, die Teil des National Blue Ribbon Schools Program ist, das auf dem No Child Left Behind Act beruht. Die Middle- und High-School sind für ihre gute Musikausbildung bekannt, die Chöre, Bands verschiedener Stilrichtungen sowie diverse Orchester umfasst.

## Persönlichkeiten

### Söhne und Töchter der Stadt
- John Russ (1767–1833), Politiker
- Joseph Green Cogswell (1786–1871), Bibliothekar, Bibliograph und Pädagoge
- Nathan Dane (1752–1835), Politiker
- Arthur Wesley Dow (1857–1922), Künstler
- Kevin Nylen (* 1981), Fußballspieler

### Persönlichkeiten, die vor Ort gewirkt haben
- Anne Bradstreet (um 1612–1672), Dichter
- Simon Bradstreet (Geburtsdatum unbekannt, getauft 1603–1697), Kolonialgouverneur
- Thomas Dudley (1576–1653), Kolonialgouverneur
- Dennis Eckersley (* 1954), Baseballspieler
- Ed Emberley (* 1931), Künstler
- John Updike (1932–2009), Schriftsteller